# مری راث
مری راث (انگلیسی: Lady Mary Wroth;‏۱۸ نوامبر ۱۵۸۶ – ۱۶۵۲) شاعرهٔ دوران رنسانس اهل پادشاهی انگلستان بود. او در خانوادهٔ اشرافی و ادبی متولد شد و از نخستین نویسندگان زن بریتانیایی بود که به شهرت دست یافت. عمویش فیلیپ سیدنی شاعر نامدار دربار ملکه الیزابت یکم و پدرش رابرت سیدنی فرماندار فلاشینگ بود. راث در عمارت پنزهرست (که یکی از مشهورترین خانه‌های ویلایی در انگلستان بود) بزرگ شد و از کودکی با نامداران ادبی و اشرافی چون بن جانسن و آن دانمارک دوست بود. در هجده سالگی با از سوی شاه جیمز ششم و یکم با ملک‌داری به‌نام سر رابرت راث اهل لاوتون مزدوج شد. این ازدواج به سرعت به تیرگی گرایید. در همان سالها در بالماسکه سیاهی که از سوی بن جانسون و اینیگو جونز ترتیب یافته بود شرکت کرد.
در فوریه ۱۶۱۴ پسر مری با نام جیمز به دنیا آمد. شوهر او سر رابرت راث یک ماه پس از تولد جیمز در اثر ابتلا به قانقاریا درگذشت. جیمز در دو سالگی مرد و باعث شد که املاکش را به مورث مذکر بعدی سر رابرت (جان رابرت) ببازد. 
امروزه او بیشتر برای اورانیای کنتس مونتگومری (به انگلیسی: The Countess of Montgomery's Urania) و پامفلیه به آمفیلانتوس (به انگلیسی: Pamphilia to Amphilanthus) شناخته می‌شود. راث همچنین نمایشنامه‌ای به نام پیروزی عشق (به انگلیسی: Love's Victory) در ادبیات شبانی نوشته‌است.